# Чувашинский сельсовет
Чувашинский сельсовет — сельское поселение в Северном районе Новосибирской области Российской Федерации.
Административный центр — село Чуваши.

## История
Статус и границы сельского поселения установлены Законом Новосибирской области от 2 июня 2004 года № 200-ОЗ «О статусе и границах муниципальных образований Новосибирской области»
Распоряжением Правительства России от 11 октября 2018 г. № 2183-р деревня Алешинский переименована в Алёшинку.

## Население
| 2002 | 2010 | 2012 | 2013 | 2014 | 2015 | 2016 |
| ---- | ---- | ---- | ---- | ---- | ---- | ---- |
| 841  | ↘783 | ↘777 | ↘762 | ↘756 | ↘748 | ↘744 |
| 2017 | 2018 | 2019 | 2020 | 2021 |      |      |
| ↘737 | ↘723 | ↗724 | ↘708 | ↘697 |      |      |

## Состав сельского поселения
| № | Населённый пункт | Тип населённого пункта       | Население |
| - | ---------------- | ---------------------------- | --------- |
| 1 | Алёшинка         | деревня                      | ↘60       |
| 2 | Кордон           | посёлок                      | ↘408      |
| 3 | Чуваши           | село, административный центр | ↗315      |

### Упразднённые населённые пункты
Законом Новосибирской области от 29 апреля 2015 года № 548-ОЗ, был упразднён посёлок Ивановка.